# Caffrowithius bergeri
Caffrowithius bergeri är en spindeldjursart som först beskrevs av Volker Mahnert 1978.  Caffrowithius bergeri ingår i släktet Caffrowithius och familjen blindklokrypare. Inga underarter finns listade.